# ميشال نغوين
ميشال نغوين (بالفيتنامية: Michal Nguyễn) هو لاعب كرة قدم فيتنامي في مركز الدفاع، ولد في 4 ديسمبر 1989 في التشيك. شارك مع منتخب فيتنام لكرة القدم. أما مع النوادي، فقد لعب مع نادي بيكامكس بين دونغ.

## وصلات خارجية
- ميشال نغوين على موقع قاعدة بيانات كرة القدم.إي يو (الإنجليزية)
- ميشال نغوين على موقع ناشيونال فوتبول تيمز (الإنجليزية)
- ميشال نغوين على موقع Soccerway.com (الإنجليزية)
- ميشال نغوين على موقع عالم كرة القدم.نت (الإنجليزية)